# Borislav Ivkov
Borislav Ivkov (Belgrado, 12 de novembro de 1933 — Belgrado, 14 de fevereiro de 2022) foi um jogador de xadrez da antiga Iugoslávia, com diversas participações nas Olimpíadas de xadrez. Ivkov participou de todas as edições entre 1956 e 1974 e das edições de 1978 e 1980. Individualmente, conquistou as medalhas de ouro (1962 e 1970) no quarto tabuleiro e segundo tabuleiro, prata (1956 e 1974) no terceiro tabuleiro e bronze (1960) no terceiro tabuleiro. Por equipes, ganhou a medalha de prata (1956, 1958, 1962, 1964, 1968 e 1974) e de bronze (1960, 1970, 1972 e 1980).
Conquistou três vezes o Campeonato Iugoslavo. Em 14 de fevereiro de 2022, a Federação Sérvia de Xadrez divulgou a morte de Ivkov.